# Physcomitrium longicolle
Physcomitrium longicolle là một loài Rêu trong họ Funariaceae. Loài này được Trab. mô tả khoa học đầu tiên năm 1922.